# Зросток

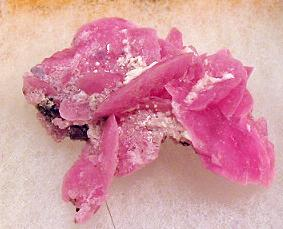
Зростки родохрозиту і супутніх мінералів

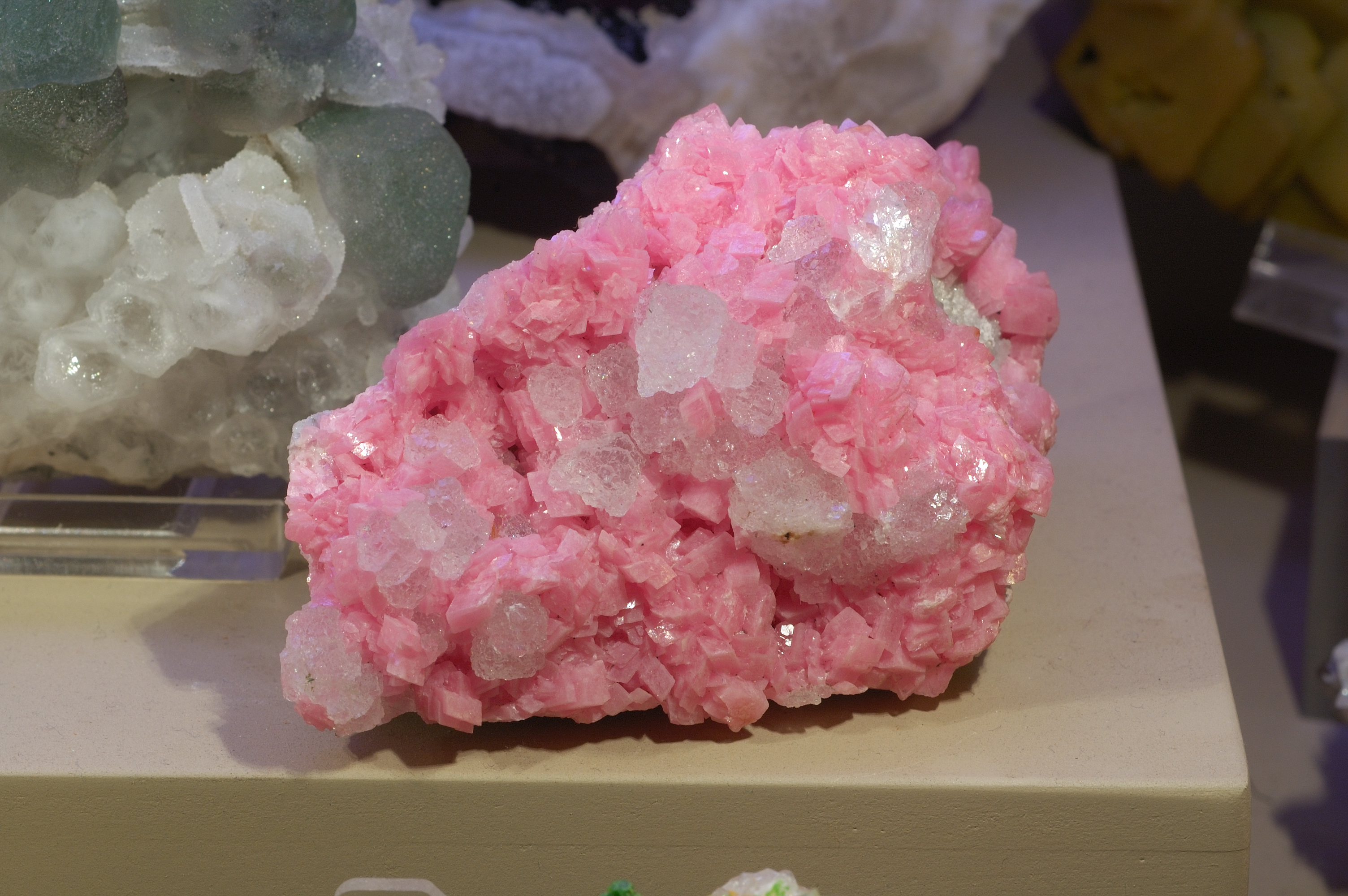
Зростки родохрозиту і супутніх мінералів

Зро́сток (рос. сростки, англ. intergrowths, нім. Verwachsung f) — групування мінеральних індивідів, які виникають внаслідок зростань.
Розрізняють:
- зростки епітаксичні,
- закономірні і незакономірні,
- паралельні — зростки, які утворилися внаслідок епітаксичних, закономірних і незакономірних, паралельних зростань.